# Szojuz TM–31
A Szojuz TM–31 a Szojuz–TM sorozatú orosz háromszemélyes szállító űrhajó űrrepülése volt 2000-ben és 2001-ben. Csatlakozását követően a mentőűrhajó szerepét látta el.

## Küldetés
Feladata az első hosszú távú legénységet szállítani a Nemzetközi Űrállomásra (ISS). 

## Jellemzői
Tervezte és gyártotta az RKK Enyergija. Üzemeltette az Orosz Légügyi és Űrügynökség (Roszaviakoszmosz). 
2000. október 31-én a Bajkonuri űrrepülőtér indítóállomásról egy Szojuz–U juttatta Föld körüli, közeli körpályára. Hasznos tömege 7150 kilogramm, teljes hossza 6,98 méter, maximális átmérője 2,72 méter. Önálló repüléssel 14 napra, az űrállomáshoz csatolva 6 hónapra tervezték szolgálatát. November 2-án a Nemzetközi Űrállomást (ISS) automatikus vezérléssel megközelítette, majd sikeresen dokkolt. Az orbitális egység pályája 88,6 perces, 51,6 fokos hajlásszögű, elliptikus pálya.perigeuma 190 kilométer, apogeuma 249 kilométer volt. 
William Shepherd az első amerikai Expedíció–1 parancsnokaként repült a Nemzetközi Űrállomásra (ISS). Az űrhajó rögzítését követően aktivizálták a létfenntartó rendszereket, elvégezték a szükségszerű javításokat. Kipakolták (létfenntartás, eszközök, berendezések) a megérkezett új teherűrhajót (M1–3). Szolgálati terv szerint megkezdték az előírt feladatok (kutatás, kísérlet) végzését. 2001. február 24-én 30 perces repüléssel pozícióba állították az űrállomást. Szerteágazó kísérleti programjuk eredményessége jobb volt a vártnál.
2001. május 6-án Arkalik (kazahul: Арқалық)  városától hagyományos visszatéréssel, mintegy 90 kilométerre ért Földet. Összesen 186 napot, 21 órát, 48 percet és 41 másodpercet töltött a világűrben. 2927 alkalommal kerülte meg a Földet. Elvégezték az első természettudományos kísérleteket (plazma-kristály).

## Személyzet

### Felszállásnál
- Jurij Pavlovics Gidzenko parancsnok
- Szergej Konsztantyinovics Krikaljov fedélzeti mérnök
- William McMichael Shepherd kutatásfelelős

### Leszálláskor
- Talgat Amankeldiuli Muszabajev parancsnok
- Jurij Mihajlovics Baturin fedélzeti mérnök
- Dennis Tito kutatásfelelős

### Tartalék személyzet
- Vlagyimir Nyikolajevics Gyezsurov parancsnok
- Mihail Vlagyiszlavovics Tyurin fedélzeti mérnök
- Kenneth Dwane Bowersox kutatásfelelős